# Ronde van San Luis 2015
De 9e editie van de Ronde van San Luis was een wielerwedstrijd met de start op 19 januari 2015 vanuit San Luis naar de finish op 26 januari in dezelfde stad. De ronde maakte deel uit van de UCI America Tour 2015, in de categorie 2.1. De titelverdediger is de Colombiaan Nairo Quintana. Deze editie werd gewonnen door de Argentijn Daniel Díaz, die de ronde ook in 2013 won.

## Deelnemende ploegen
| WorldTour         | ProContinentaal              | Continentaal               | Nationale selectie |
| ----------------- | ---------------------------- | -------------------------- | ------------------ |
| AG2R La Mondiale  | Androni Giocattoli           | Buenos Aires Provincia     | Argentinië         |
| Cannondale-Garmin | Bretagne-Séché Environnement | San Luis Somos Todos       | Chili              |
| Etixx-Quick Step  | Team Colombia                | SEP de San Juan            | Colombia           |
| Katjoesja         | Europcar                     | Cycling Academy            | Cuba               |
| Lampre-Merida     | Nippo-Vini Fantini           | Funvic-São José dos Campos | Italië             |
| Movistar          | Novo Nordisk                 | Inteja-MMR                 | Panama             |
|                   | Unitedhealthcare             | Jamis-Hagens Berman        |                    |

## Etappe-overzicht
| etappe | datum      | start         | finish                   | type                | afstand  | winnaar          | klassementsleider |
| ------ | ---------- | ------------- | ------------------------ | ------------------- | -------- | ---------------- | ----------------- |
| 1e     | 19 januari | San Luis      | Villa Mercedes           | Vlakke rit          | 186,8 km | Fernando Gaviria | Fernando Gaviria  |
| 2e     | 20 januari | La Punta      | Mirador del Potrero      | Heuvelrit           | 185,3 km | Daniel Díaz      | Daniel Díaz       |
| 3e     | 21 januari | Concarán      | Juana Koslay             | Heuvelrit           | 176,3 km | Fernando Gaviria | Daniel Díaz       |
| 4e     | 22 januari | Villa Dolores | Alto del Amago           | Bergrit             | 142,5 km | Daniel Díaz      | Daniel Díaz       |
| 5e     | 23 januari | San Luis      | San Luis                 | Individuele tijdrit | 17,4 km  | Adriano Malori   | Daniel Díaz       |
| 6e     | 24 januari | Achiras       | Sierras de Comechingones | Bergrit             | 117,5 km | Kléber Ramos     | Daniel Díaz       |
| 7e     | 25 januari | San Luis      | San Luis                 | Vlakke rit          | 122,4 km | Mark Cavendish   | Daniel Díaz       |

## Etappe-uitslagen

### 1e etappe
| San Luis - Villa Mercedes (186,8 km) |                       |                              |          |
| Plaats                               | Naam                  | Ploeg                        | Tijd     |
| Winnaar                              | Fernando Gaviria      | Colombia                     | 4u40'13" |
| 2                                    | Mark Cavendish        | Etixx-Quick Step             | z.t.     |
| 3                                    | Sacha Modolo          | Lampre-Merida                | z.t.     |
| 4                                    | Nicolas Marini        | Nippo-Vini Fantini           | z.t.     |
| 5                                    | Sebastián José Tolosa | Buenos Aires Provincia       | z.t.     |
| 6                                    | Oscar Gatto           | Androni Giocattoli           | z.t.     |
| 7                                    | Yohann Gène           | Europcar                     | z.t.     |
| 8                                    | Marco Canola          | Unitedhealthcare             | z.t.     |
| 9                                    | Jakub Mareczko        | Italië                       | z.t.     |
| 10                                   | Armindo Fonseca       | Bretagne-Séché Environnement | z.t.     |
|                                      |                       |                              |          |
| 61                                   | Martijn Verschoor     | Novo Nordisk                 | z.t.     |
| 68                                   | Kevin De Mesmaeker    | Novo Nordisk                 | z.t.     |

### 2e etappe
| La Punta - Mirador del Potrero (185,3 km) |                   |                              |          |
| Plaats                                    | Naam              | Ploeg                        | Tijd     |
| Winnaar                                   | Daniel Díaz       | Funvic-São José dos Campos   | 4u33'26" |
| 2                                         | Rodolfo Torres    | Team Colombia                | + 6"     |
| 3                                         | Kléber Ramos      | Funvic-São José dos Campos   | + 24"    |
| 4                                         | Eduardo Sepúlveda | Bretagne-Séché Environnement | + 27"    |
| 5                                         | Daniel Moreno     | Katjoesja                    | z.t.     |
| 6                                         | Alex Diniz        | Funvic-São José dos Campos   | z.t.     |
| 7                                         | Nairo Quintana    | Movistar                     | z.t.     |
| 8                                         | Sergio Godoy      | San Luis Somos Todos         | + 29"    |
| 9                                         | Daniel Jaramillo  | Jamis-Hagens Berman          | + 36"    |
| 10                                        | Rodrigo Contreras | Colombia                     | z.t.     |
|                                           |                   |                              |          |
| 56                                        | Martijn Verschoor | Novo Nordisk                 | + 3'32"  |

| Algemeen klassement |                   |                              |          |
| Plaats              | Naam              | Ploeg                        | Tijd     |
| Oranje trui         | Daniel Díaz       | Funvic-São José dos Campos   | 9u13'39" |
| 2                   | Rodolfo Torres    | Team Colombia                | + 6"     |
| 3                   | Kléber Ramos      | Funvic-São José dos Campos   | + 24"    |
| 4                   | Daniel Moreno     | Katjoesja                    | + 27"    |
| 5                   | Eduardo Sepúlveda | Bretagne-Séché Environnement | z.t.     |
| 6                   | Alex Diniz        | Funvic-São José dos Campos   | z.t.     |
| 7                   | Nairo Quintana    | Movistar                     | z.t.     |
| 8                   | Sergio Godoy      | San Luis Somos Todos         | + 29"    |
| 9                   | Daniel Jaramillo  | Jamis-Hagens Berman          | + 36"    |
| 10                  | Rodrigo Contreras | Colombia                     | z.t.     |
|                     |                   |                              |          |
| 52                  | Martijn Verschoor | Novo Nordisk                 | + 3'32"  |

### 3e etappe
| Concarán - Juana Koslay (176,3 km) |                      |                              |          |
| Plaats                             | Naam                 | Ploeg                        | Tijd     |
| Winnaar                            | Fernando Gaviria     | Colombia                     | 4u48'44" |
| 2                                  | Mark Cavendish       | Etixx-Quick Step             | z.t.     |
| 3                                  | Sacha Modolo         | Lampre-Merida                | z.t.     |
| 4                                  | Jawhen Hoetarovitsj  | Bretagne-Séché Environnement | z.t.     |
| 5                                  | Eduard-Michael Grosu | Nippo-Vini Fantini           | z.t.     |
| 6                                  | Nicolas Marini       | Nippo-Vini Fantini           | z.t.     |
| 7                                  | Marco Canola         | Unitedhealthcare             | z.t.     |
| 8                                  | Julian Paulo Gaday   | Buenos Aires Provincia       | z.t.     |
| 9                                  | Emanuel Guevara      | San Luis Somos Todos         | z.t.     |
| 10                                 | Diego Milán          | Inteja-MMR                   | z.t.     |
|                                    |                      |                              |          |
| 16                                 | Martijn Verschoor    | Novo Nordisk                 | z.t.     |

| Algemeen klassement |                   |                              |           |
| Plaats              | Naam              | Ploeg                        | Tijd      |
| Oranje trui         | Daniel Díaz       | Funvic-São José dos Campos   | 13u02'23" |
| 2                   | Rodolfo Torres    | Team Colombia                | + 6"      |
| 3                   | Kléber Ramos      | Funvic-São José dos Campos   | + 24"     |
| 4                   | Alex Diniz        | Funvic-São José dos Campos   | + 27"     |
| 5                   | Eduardo Sepúlveda | Bretagne-Séché Environnement | z.t.      |
| 6                   | Daniel Moreno     | Katjoesja                    | z.t.      |
| 7                   | Nairo Quintana    | Movistar                     | z.t.      |
| 8                   | Sergio Godoy      | San Luis Somos Todos         | + 29"     |
| 9                   | Daniel Jaramillo  | Jamis-Hagens Berman          | + 36"     |
| 10                  | Rodrigo Contreras | Colombia                     | z.t.      |
|                     |                   |                              |           |
| 51                  | Martijn Verschoor | Novo Nordisk                 | + 3'32"   |

### 4e etappe
| Villa Dolores - Alto del Amago (142,5 km) |                      |                              |          |
| Plaats                                    | Naam                 | Ploeg                        | Tijd     |
| Winnaar                                   | Daniel Díaz          | Funvic-São José dos Campos   | 3u29'25" |
| 2                                         | Alex Diniz           | Funvic-São José dos Campos   | + 52"    |
| 3                                         | Rodolfo Torres       | Team Colombia                | + 54"    |
| 4                                         | Nairo Quintana       | Movistar                     | + 56"    |
| 5                                         | Eduardo Sepúlveda    | Bretagne-Séché Environnement | + 1'19"  |
| 6                                         | Rodrigo Contreras    | Colombia                     | + 1'57"  |
| 7                                         | Leandro Messineo     | San Luis Somos Todos         | + 2'10"  |
| 8                                         | Daniel Moreno        | Katjoesja                    | z.t.     |
| 9                                         | Miguel Ángel Rubiano | Team Colombia                | + 2'36"  |
| 10                                        | Ilnoer Zakarin       | Katjoesja                    | + 2'47"  |
|                                           |                      |                              |          |
| 117                                       | Martijn Verschoor    | Novo Nordisk                 | + 16'36" |

| Algemeen klassement |                      |                              |           |
| Plaats              | Naam                 | Ploeg                        | Tijd      |
| Oranje trui         | Daniel Díaz          | Funvic-São José dos Campos   | 16u31'48" |
| 2                   | Rodolfo Torres       | Team Colombia                | + 1'00"   |
| 3                   | Alex Diniz           | Funvic-São José dos Campos   | + 1'19"   |
| 4                   | Nairo Quintana       | Movistar                     | + 1'23"   |
| 5                   | Eduardo Sepúlveda    | Bretagne-Séché Environnement | + 1'46"   |
| 6                   | Rodrigo Contreras    | Colombia                     | + 2'33"   |
| 7                   | Daniel Moreno        | Katjoesja                    | + 2'37"   |
| 8                   | Miguel Ángel Rubiano | Team Colombia                | + 3'33"   |
| 9                   | Daniel Jaramillo     | Jamis-Hagens Berman          | + 3'58"   |
| 10                  | Leandro Messineo     | San Luis Somos Todos         | + 4'04"   |
|                     |                      |                              |           |
| 94                  | Martijn Verschoor    | Novo Nordisk                 | + 20'08"  |

### 5e etappe
| San Luis - San Luis (17,4 km (ITT)) |                    |                              |         |
| Plaats                              | Naam               | Ploeg                        | Tijd    |
| Winnaar                             | Adriano Malori     | Movistar                     | 20'07"  |
| 2                                   | Michał Kwiatkowski | Etixx-Quick Step             | + 4"    |
| 3                                   | Hugo Houle         | AG2R La Mondiale             | + 5"    |
| 4                                   | Serghei Țvetcov    | Androni Giocattoli           | + 29"   |
| 5                                   | Leandro Messineo   | San Luis Somos Todos         | + 32"   |
| 6                                   | Ilnoer Zakarin     | Katjoesja                    | + 33"   |
| 7                                   | Przemysław Niemiec | Lampre-Merida                | + 34"   |
| 8                                   | Carlos Oyarzún     | Chili                        | + 40"   |
| 9                                   | Eduardo Sepúlveda  | Bretagne-Séché Environnement | + 42"   |
| 10                                  | Daniel Díaz        | Funvic-São José dos Campos   | z.t.    |
|                                     |                    |                              |         |
| 124                                 | Martijn Verschoor  | Novo Nordisk                 | + 3'53" |

| Algemeen klassement |                   |                              |           |
| Plaats              | Naam              | Ploeg                        | Tijd      |
| Oranje trui         | Daniel Díaz       | Funvic-São José dos Campos   | 16u52'37" |
| 2                   | Rodolfo Torres    | Team Colombia                | + 1'09"   |
| 3                   | Nairo Quintana    | Movistar                     | + 1'25"   |
| 4                   | Eduardo Sepúlveda | Bretagne-Séché Environnement | + 1'46"   |
| 5                   | Rodrigo Contreras | Colombia                     | + 2'43"   |
| 6                   | Daniel Moreno     | Katjoesja                    | + 3'15"   |
| 7                   | Leandro Messineo  | San Luis Somos Todos         | + 3'54"   |
| 8                   | Ilnoer Zakarin    | Katjoesja                    | + 3'57"   |
| 9                   | Daniel Jaramillo  | Jamis-Hagens Berman          | + 4'18"   |
| 10                  | Janez Brajkovič   | Unitedhealthcare             | + 4'36"   |
|                     |                   |                              |           |
| 94                  | Martijn Verschoor | Novo Nordisk                 | + 23'19"  |

### 6e etappe
| Achiras - Sierras de Comechingones (117,5 km) |                   |                              |          |
| Plaats                                        | Naam              | Ploeg                        | Tijd     |
| Winnaar                                       | Kléber Ramos      | Funvic-São José dos Campos   | 3u10'55" |
| 2                                             | Rodolfo Torres    | Team Colombia                | + 2"     |
| 3                                             | Daniel Díaz       | Funvic-São José dos Campos   | + 6"     |
| 4                                             | Nairo Quintana    | Movistar                     | + 15"    |
| 5                                             | Daniel Moreno     | Katjoesja                    | + 17"    |
| 6                                             | Eduardo Sepúlveda | Bretagne-Séché Environnement | + 22"    |
| 7                                             | Joe Dombrowski    | Cannondale-Garmin            | + 34"    |
| 8                                             | Rodrigo Contreras | Colombia                     | + 39"    |
| 9                                             | Alexis Vuillermoz | AG2R La Mondiale             | + 50"    |
| 10                                            | Daniel Jaramillo  | Jamis-Hagens Berman          | + 1'23"  |
|                                               |                   |                              |          |
| 105                                           | Martijn Verschoor | Novo Nordisk                 | + 16'16" |

| Algemeen klassement |                   |                              |           |
| Plaats              | Naam              | Ploeg                        | Tijd      |
| Oranje trui         | Daniel Díaz       | Funvic-São José dos Campos   | 20u03'38" |
| 2                   | Rodolfo Torres    | Team Colombia                | + 1'05"   |
| 3                   | Nairo Quintana    | Movistar                     | + 1'34"   |
| 4                   | Eduardo Sepúlveda | Bretagne-Séché Environnement | + 2'02"   |
| 5                   | Rodrigo Contreras | Colombia                     | + 3'16"   |
| 6                   | Daniel Moreno     | Katjoesja                    | + 3'26"   |
| 7                   | Leandro Messineo  | San Luis Somos Todos         | + 5'21"   |
| 8                   | Joe Dombrowski    | Cannondale-Garmin            | + 5'29"   |
| 9                   | Daniel Jaramillo  | Jamis-Hagens Berman          | + 5'35"   |
| 10                  | Ilnoer Zakarin    | Katjoesja                    | + 5'39"   |
|                     |                   |                              |           |
| 98                  | Martijn Verschoor | Novo Nordisk                 | + 39'29"  |

### 7e etappe
| San Luis - San Luis (122,4 km) |                     |                              |          |
| Plaats                         | Naam                | Ploeg                        | Tijd     |
| Winnaar                        | Mark Cavendish      | Etixx-Quick Step             | 2u33'29" |
| 2                              | Fernando Gaviria    | Colombia                     | z.t.     |
| 3                              | Jakub Mareczko      | Italië                       | z.t.     |
| 4                              | Sacha Modolo        | Lampre-Merida                | z.t.     |
| 5                              | Jawhen Hoetarovitsj | Bretagne-Séché Environnement | z.t.     |
| 6                              | Ken Hanson          | Unitedhealthcare             | z.t.     |
| 7                              | Nicolas Marini      | Nippo-Vini Fantini           | z.t.     |
| 8                              | Francisco Chamorro  | Funvic-São José dos Campos   | z.t.     |
| 9                              | Julian Paulo Gaday  | Buenos Aires Provincia       | z.t.     |
| 10                             | Daniel McLay        | Bretagne-Séché Environnement | z.t.     |
|                                |                     |                              |          |
| 15                             | Martijn Verschoor   | Novo Nordisk                 | z.t.     |

## Eindklassementen
| Plaats      | Naam                 | Ploeg                        | Tijd      |
| ----------- | -------------------- | ---------------------------- | --------- |
| Oranje trui | Daniel Díaz          | Funvic-São José dos Campos   | 22u37'07" |
| 2           | Rodolfo Torres       | Team Colombia                | + 1'05"   |
| 3           | Nairo Quintana       | Movistar                     | + 1'34"   |
| 4           | Eduardo Sepúlveda    | Bretagne-Séché Environnement | + 2'02"   |
| 5           | Rodrigo Contreras    | Colombia                     | + 3'16"   |
| 6           | Daniel Moreno        | Katjoesja                    | + 3'26"   |
| 7           | Joe Dombrowski       | Cannondale-Garmin            | + 5'29"   |
| 8           | Daniel Jaramillo     | Jamis-Hagens Berman          | + 5'35"   |
| 9           | Leandro Messineo     | San Luis Somos Todos         | + 5'39"   |
| 10          | Ilnoer Zakarin       | Katjoesja                    | z.t.      |
| 11          | Alexis Vuillermoz    | AG2R La Mondiale             | + 6'25"   |
| 12          | Miguel Ángel Rubiano | Team Colombia                | z.t.      |
| 13          | Przemysław Niemiec   | Lampre-Merida                | + 7'27"   |
| 14          | Janez Brajkovič      | Unitedhealthcare             | + 7'50"   |
| 15          | Enzo Moyano          | San Luis Somos Todos         | + 7'54"   |
| 16          | Edward Díaz          | Team Colombia                | + 8'34"   |
| 17          | Igor Antón           | Movistar                     | + 8'42"   |
| 18          | German Chavez        | Colombia                     | + 8'58"   |
| 19          | Alberto Losada       | Katjoesja                    | + 9'46"   |
| 20          | Weimar Roldán        | Colombia                     | + 9'49"   |
|             |                      |                              |           |
| 93          | Martijn Verschoor    | Novo Nordisk                 | + 39'29"  |

| Plaats      | Naam                  | Ploeg                  | Punten |
| ----------- | --------------------- | ---------------------- | ------ |
| Groene trui | Juan Esteban Arango   | Colombia               | 11     |
| 2           | Sebastián José Tolosa | Buenos Aires Provincia | 8      |
| 3           | Leandro Messineo      | San Luis Somos Todos   | 6      |

| Plaats    | Naam           | Ploeg                      | Punten |
| --------- | -------------- | -------------------------- | ------ |
| Rode trui | Rodolfo Torres | Team Colombia              | 35     |
| 2         | Daniel Díaz    | Funvic-São José dos Campos | 32     |
| 3         | Kléber Ramos   | Funvic-São José dos Campos | 27     |

| Plaats     | Naam              | Ploeg         | Punten    |
| ---------- | ----------------- | ------------- | --------- |
| Witte trui | Rodrigo Contreras | Colombia      | 22u40'23" |
| 2          | Edward Díaz       | Team Colombia | + 5'18"   |
| 3          | German Chavez     | Colombia      | + 5'42"   |

| Plaats | Ploeg            | Tijd       |
| ------ | ---------------- | ---------- |
|        | Team Colombia    | 68u07'25"  |
| 2      | Movistar         | + 2'24"    |
| 3      | Katjoesja        | + 2'28"    |
|        |                  |            |
| 24     | Etixx-Quick Step | + 1u20'07" |

## Klassementenverloop
| Etappe       | Winnaar          | Algemeen klassement · | Sprintklassement ·  | Bergklassement · | Jongerenklassement · | Ploegenklassement ·          |
| ------------ | ---------------- | --------------------- | ------------------- | ---------------- | -------------------- | ---------------------------- |
| 1            | Fernando Gaviria | Fernando Gaviria      | Leandro Messineo    | Kléber Ramos     | Fernando Gaviria     | Bretagne-Séché Environnement |
| 2            | Daniel Díaz      | Daniel Díaz           | Leandro Messineo    | Daniel Díaz      | Rodrigo Contreras    | Funvic-São José dos Campos   |
| 3            | Fernando Gaviria | Daniel Díaz           | Leandro Messineo    | Daniel Díaz      | Rodrigo Contreras    | Funvic-São José dos Campos   |
| 4            | Daniel Díaz      | Daniel Díaz           | Leandro Messineo    | Daniel Díaz      | Rodrigo Contreras    | Team Colombia                |
| 5            | Adriano Malori   | Daniel Díaz           | Leandro Messineo    | Daniel Díaz      | Rodrigo Contreras    | Team Colombia                |
| 6            | Kléber Ramos     | Daniel Díaz           | Juan Esteban Arango | Daniel Díaz      | Rodrigo Contreras    | Team Colombia                |
| 7            | Mark Cavendish   | Daniel Díaz           | Juan Esteban Arango | Rodolfo Torres   | Rodrigo Contreras    | Team Colombia                |
| 0Eindstanden | 0Eindstanden     | Daniel Díaz           | Juan Esteban Arango | Rodolfo Torres   | Rodrigo Contreras    | Team Colombia                |

## Startlijst
| Movistar | San Luis Somos Todos | AG2R La Mondiale |
| - 1. Nairo Quintana - 2. Igor Antón - 3. Adriano Malori (ITT) - 4. Dayer Quintana - 5. Marc Soler - 6. Jasha Sütterlin                                                  | - 11. Jorge Giacinti - 12. Leandro Messineo - 13. Sergio Godoy - 14. Alfredo Lucero - 15. Enzo Moyano - 16. Andrej Sartasov - 17. Gabriel Juárez - 18. Emanuel Guevara                               | - 21. Carlos Betancur - 22. Guillaume Bonnafond - 23. Ben Gastauer - 24. Hugo Houle - 25. Rinaldo Nocentini - 26. Alexis Vuillermoz                                              |
| Etixx-Quick Step | Europcar | Lampre-Merida |
| - 31. Mark Cavendish - 32. Michał Gołaś - 33. Michał Kwiatkowski (ITT) - 34. Fabio Sabatini - 35. Guillaume Van Keirsbulck - 36. Łukasz Wiśniowski                      | - 41. Antoine Duchesne - 42. Yohann Gène - 43. Romain Guillemois - 44. Fabrice Jeandesboz - 45. Bryan Nauleau - 46. Thomas Voeckler                                                                  | - 51. Mattia Cattaneo - 52. Sacha Modolo - 53. Przemysław Niemiec - 54. Filippo Pozzato - 55. Maximiliano Richeze - 56. Luka Pibernik                                            |
| Cannondale-Garmin | Katjoesja | Argentinië |
| - 61. Tom Danielson - 62. Nathan Brown - 63. Joseph Dombrowski - 64. Kristoffer Skjerping - 65. Benjamin King - 66. Ted King                                            | - 71. Luca Paolini - 72. Pavel Kotsjetkov - 73. Alberto Losada - 74. Daniel Moreno - 75. Dmitri Kozontsjoek - 76. Ilnoer Zakarin                                                                     | - 81. Julian Barrientos - 82. Sebastian Cianci - 83. Lucas Gaday - 84. Julio Gil Maidana - 85. Mauricio Graciani - 86. Ismael Laguna - 87. German Tivani - 88. Mariano Rodriguez |
| Novo Nordisk | Androni Giocattoli | Unitedhealthcare |
| - 91. Kevin De Mesmaeker - 92. David Lozano - 93. Charles Planet - 94. Nicolas Lefrancois - 95. Andrea Peron - 96. Martijn Verschoor                                    | - 101. Oscar Gatto - 102. Marco Bandiera - 103. John Ebsen - 104. Simone Stortoni - 105. Serghei Țvetcov - 106. Gianfranco Zilioli                                                                   | - 111. Janez Brajkovič - 112. Jonathan Clarke - 113. Marco Canola - 114. Kiel Reijnen - 115. Ken Hanson - 116. Carlos Alzate                                                     |
| Bretagne-Séché Environnement | Nippo-Vini Fantini | Team Colombia |
| - 121. Eduardo Sepúlveda - 122. Matthieu Boulo - 123. Armindo Fonseca - 124. Brice Feillu - 125. Jawhen Hoetarovitsj - 126. Daniel McLay                                | - 131. Riccardo Stacchiotti - 132. Mattia Pozzo - 133. Eduard-Michael Grosu - 134. Giacomo Berlato - 135. Nicolas Marini - 136. Genki Yamamoto                                                       | - 141. Edward Díaz - 142. Leonardo Duque - 143. Carlos Quintero - 144. Miguel Ángel Rubiano - 145. Rodolfo Torres - 146. Juan Pablo Valencia                                     |
| Jamis-Hagens Berman | Buenos Aires Provincia | Funvic-São José dos Campos |
| - 151. Gregory Brenes - 152. Daniel Jaramillo - 153. Lucas Haedo - 154. David Williams - 155. Stephen Leece - 156. Carson Miller                                        | - 161. Alan Sivori - 162. Ariel Sivori - 163. Julian Paulo Gaday - 164. Sebastián José Tolosa - 165. Claudio Arone - 166. Santiago Alejandro Espíndola - 167. Guido Palma - 168. Juan Martín Ferrari | - 171. Daniel Díaz - 172. Antonio Garnero - 173. Kléber Ramos - 174. Alex Diniz - 175. Magno Nazaret - 176. Francisco Chamorro                                                   |
| Inteja-MMR | Cycling Academy | Italië |
| - 181. Diego Milán - 182. Adellyn Cruz - 183. William Guzman - 184. Rubén Menéndez - 185. Joaquín Sobrino - 186. Israel Nuño                                            | - 191. Yoav Bear (ITT) - 192. Ido Zilberstein - 193. Lubos Malovec - 194. Daniel Turek - 195. Wojciech Migdał - 196. Emanuel Piaskowy                                                                | - 201. Enrico Battaglin - 202. Mauro Finetto - 203. Liam Bertazzo - 204. Jakub Mareczko - 205. Simone Petilli - 206. Davide Ballerini                                            |
| Colombia | Cuba | Chili |
| - 211. Fernando Gaviria - 212. Juan Esteban Arango - 213. Weimar Roldán - 214. Luis Laverde - 215. Rodrigo Contreras - 216. German Chavez                               | - 221. Arnold Alcolea (Cubaans kampioen) - 222. Yennier Lopez (Cubaans kampioen tijdrijden) - 223. Felix Nodarse - 224. Yans Arias - 225. Onel Santa                                                 | - 241. Gonzalo Garrido - 242. Carlos Oyarzún - 243. Patricio Almonacid - 244. Adrian Alvarado - 245. Cristobal Olavarria - 246. Jose Luis Rodriguez                              |
| Chili | Sindicato de Empleados Públicos de San Juan | |
| - 251. Ramon Carretero Marciags - 252. Maicol Rodríguez - 253. Jose De Leon - 254. Roberto González - 255. Fernando Ureña (Panamees kampioen) - 256. Francisco González | - 261. Elias Pereyra - 262. Franco Lopardo - 263. Ignacio Perez - 264. Laureano Rosas (ITT) - 265. Lucas Lopardo - 266. Dario Diaz - 267. Mauricio Muller - 268. Gaston Javier                       | |

2007 · 
2008 · 
2009 · 
2010 · 
2011 · 
2012 · 
2013 · 
2014 · 
2015 · 
2016 ·
2017
 Ronde van San Luis ·
 Ronde van Californië ·
 Ronde van Utah ·
 USA Pro Challenge ·
 Ronde van Alberta